# ノヴァ級
ノヴァ級（Nova class）は『スタートレック:ヴォイジャー』に登場する架空の宇宙船である。惑星連邦所属、宇宙艦隊の宇宙艦である。

## 概要
『スタートレック:ヴォイジャー』第6シーズンに、U.S.S.ヴォイジャーNCC-74656同様デルタ宇宙域で漂流していた、ノヴァ級宇宙艦U.S.S.イクワノックスNCC-72381が登場。
24世紀後半に開発された短距離科学調査艦であり、ほぼ1世紀に渡って現役を務めたオーベルト級の後継艦である。全長165mの小型艦で、オーベルト級同様、運用的にも生産的にも優れていると思われる。
長距離科学調査艦であるイントレピッド級と同じくセンサープラットフォームや船体に対して大型なディフレクター盤、さらに補助ディフレクター盤も見られ、非常にセンサーレンジが広い。船体構造にも柔軟性があり様々な改造に対応できるため科学調査に非常に適している。
しかしながら短距離任務用であるため、新型艦ではあるものの最高速度はワープ8（光速の1024倍）であり、無補給で活動できる期間も半年間である。つまり単純に最高速度で推進し続けたとしても512光年しか移動できず、長距離科学調査艦であるイントレピッド級が最高速度ワープ9.975（光速の5754倍）で3年間無補給で活動できることと比較しても、ノヴァ級は連邦宇宙域から遠く離れたディープスペースでの探索に適しているとは言えない。
また武装は宇宙艦隊の標準装備の、フェイザー、光子魚雷、マルチフェイズシールドを装備。しかしながら火力は弱く、ボーグ艦との戦闘には参戦していない。
第1船体下部に艦長専用シャトルが組み込まれているほか、通常のシャトルクラフトも搭載されている。

### ノヴァ級改
VOY最終話で描かれた別の未来（2404年）ではハリー・キム艦長の指揮するノヴァ級改良型のU.S.S.ロードアイランドNCC-72701が登場する。こちらは後期改良型艦でありディープスペースで4年間任務に就いていたことからも、改良型として推力や武装なども強化されている。
デザイナーのリック・スターンバックはノヴァ級のデザインを「『最新型』である事と『プロトタイプ』に見えるデザインを目指した」と言っており、改良型のロードアイランドはプロトタイプデザインから修正されたイメージになって登場する。
改装された部位としては
- 円盤部先端の補助ディフレクター盤が小型化し、切り欠きになっていた部分が埋められている。
- ブリッジ部分がへこんでいたが、改良型は膨らんでいる。
- 脱出ポッドハッチのデザイン変更
- インパルスエンジンの位置、形状
- 船体背面およびワープナセルのウイング

など、全体的に手が加えられている。

## ノヴァ級の宇宙艦一覧
U.S.S.ノヴァ（USS Nova、NX-72230→NCC-73515）
ノヴァ級の初号艦で、ノヴァ級のネームシップとなった。
U.S.S.イクワノックス（USS Equinox、NCC-72381）
ルドルフ・ランサム大佐の指揮。U.S.S.ヴォイジャーに関わった者とは別の管理者によってデルタ宇宙域に転移させられる。ヴォイジャーよりはるかに悪条件下において、自力での帰還を行っていたが様々なトラブルを抱える。なんとかヴォイジャーとのランデブーを果たすも最終的に爆発し、ヴォイジャーに転送された5人のクルー以外全員が死亡する。船名は春分の意。
U.S.S.ロードアイランド（USS Rhode Island、NCC-72701）
ノヴァ級改。ハリー・キム大佐が指揮。船名はアメリカのロードアイランド州に由来。
C.S.S.クイン（CSS Quinn、NCC-74536）
『スタートレック：ピカード』シーズン2の3話で登場。改変された世界で存在する地球連合所属の艦のひとつ。
『新スタートレック』シーズン1の25話「恐るべき陰謀」に登場したグレゴリー・クイン提督に由来。
C.S.S.ドアティ（CSS Dougherty、NCC-75489）
『スタートレック：ピカード』シーズン2の3話で登場。改変された世界で存在する地球連合所属の艦のひとつ。
『スタートレック：叛乱』に登場したマシュー・ドアティ提督に由来。